# Olympische Sommerspiele 1952/Leichtathletik – 800 m (Männer)
Der 800-Meter-Lauf der Männer bei den Olympischen Spielen 1952 in Helsinki wurde vom 20. bis zum 22. Juli 1952 im Olympiastadion in Helsinki ausgetragen. Fünfzig Athleten nahmen teil.
Olympiasieger wurde der US-Athlet Mal Whitfield vor Arthur Wint aus Jamaika. Bronze ging an den Deutschen Heinz Ulzheimer.

## Rekorde

### Bestehende Rekorde

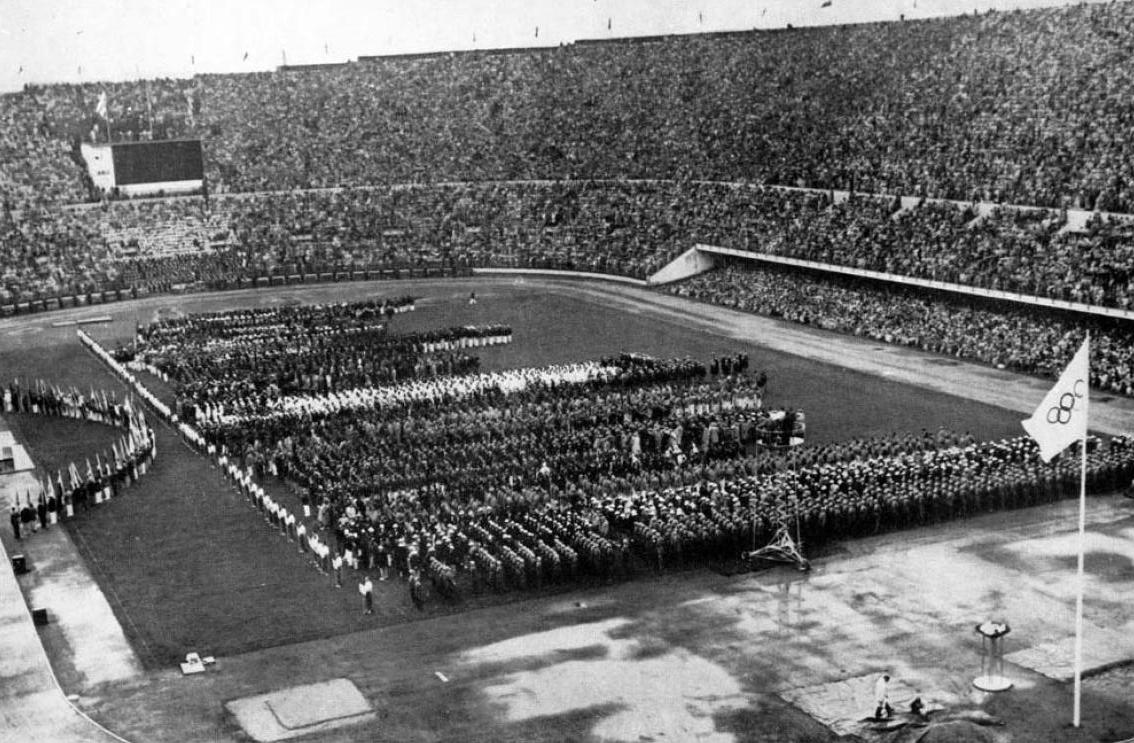
Eröffnungsfeier bei den Olympischen Spielen in Helsinki

| Weltrekord         | 1:46,6 min | Rudolf Harbig ( Deutsches Reich) | Mailand, Italien                 | 15. Juli 1939 |
| Olympischer Rekord | 1:49,2 min | Mal Whitfield ( USA)             | Finale OS London, Großbritannien | 31. Juli 1948 |

### Rekordegalisierung
Im Finale am 22. Juli egalisierte der US-amerikanische Olympiasieger Mal Whitfield mit 1:49,2 min seinen eigenen olympischen Rekord.

## Durchführung des Wettbewerbs
Die Athleten traten am 20. Juli zu acht Vorläufen an. Die jeweils drei Erstplatzierten – hellblau unterlegt – qualifizierten sich für das Halbfinale am 21. Juli. Aus diesen drei Läufen erreichten wiederum die jeweils besten drei Läufer – ebenfalls hellblau unterlegt – das Finale am 22. Juli.

## Zeitplan
20. Juli, 16:55 Uhr: Vorläufe

21. Juli, 16:40 Uhr: Halbfinale

22. Juli, 16:50 Uhr: Finale

## Vorläufe
Datum: 20. Juli 1952, ab 16:55 Uhr

### Vorlauf 1
| Platz | Name                 | Nation         | Zeit       |
| ----- | -------------------- | -------------- | ---------- |
| 1     | Lars-Erik Wolfbrandt | Schweden       | 1:55,3 min |
| 2     | Albert Webster       | Großbritannien | 1:55,5 min |
| 3     | Gennadij Modoj       | Sowjetunion    | 1:55,8 min |
| 4     | Maurice Marshall     | Neuseeland     | 1:56,2 min |
| 5     | Johannes Baumgartner | Schweiz        | 1:57,1 min |
| 6     | Mohamed Sanni-Thomas | Goldküste      | 2:05,8 min |
| DNS   | Hugo Nutini          | Chile          |            |

### Vorlauf 2
| Platz | Name                | Nation         | Zeit       |
| ----- | ------------------- | -------------- | ---------- |
| 1     | Mal Whitfield       | USA            | 1:52,5 min |
| 2     | Edmund Potrzebowski | Polen          | 1:52,6 min |
| 3     | Thomas White        | Großbritannien | 1:52,7 min |
| 4     | Olavi Talja         | Finnland       | 1:52,9 min |
| 5     | Turhan Göker        | Türkei         | 1:55,9 min |
| 6     | Evelio Planas       | Kuba           | 1:57,6 min |
| DNS   | Josy Barthel        | Luxemburg      |            |

### Vorlauf 3
| Platz | Name               | Nation       | Zeit       |
| ----- | ------------------ | ------------ | ---------- |
| 1     | Jack Hutchins      | Kanada       | 1:54,5 min |
| 2     | John Barnes        | USA          | 1:54,5 min |
| 3     | Jenő Bakos         | Ungarn       | 1:54,5 min |
| 4     | Roman Korban       | Polen        | 1:54,7 min |
| 5     | Alam Zeb           | Pakistan     | 1:56,3 min |
| 6     | Vasilios Mavroidis | Griechenland | 1:58,7 min |
| DNS   | Augusto Robles     | Guatemala    |            |

### Vorlauf 4
| Platz | Name             | Nation         | Zeit       |
| ----- | ---------------- | -------------- | ---------- |
| 1     | Reginald Pearman | USA            | 1:51,6 min |
| 2     | Petro Schevhun   | Sowjetunion    | 1:51,8 min |
| 3     | Günther Steines  | BR Deutschland | 1:52,7 min |
| 4     | Louis Desmet     | Belgien        | 1:52,9 min |
| 5     | René Djian       | Frankreich     | 1:54,3 min |
| DNS   | Frank Prince     | Panama         |            |
| DNS   | William Fahmy    | Ägypten        |            |

### Vorlauf 5
| Platz | Name             | Nation      | Zeit       |
| ----- | ---------------- | ----------- | ---------- |
| 1     | Hans Ring        | Schweden    | 1:53,6 min |
| 2     | Arthur Wint      | Jamaika     | 1:54,2 min |
| 3     | Don MacMillan    | Australien  | 1:55,0 min |
| 4     | Oscar Soetewey   | Belgien     | 1:55,4 min |
| 5     | Georgi Iwakin    | Sowjetunion | 1:56,4 min |
| 6     | Frank Rivera     | Puerto Rico | 1:57,6 min |
| 7     | Víctorio Solares | Guatemala   | 2:01,4 min |
| DNS   | Hiroshi Yamamoto | Japan       |            |

### Vorlauf 6
| Platz | Name                | Nation           | Zeit       |
| ----- | ------------------- | ---------------- | ---------- |
| 1     | Heinz Ulzheimer     | BR Deutschland   | 1:51,4 min |
| 2     | Sohan Singh         | Indien           | 1:52,0 min |
| 3     | Ludvík Liška        | Tschechoslowakei | 1:52,3 min |
| 4     | John Ross           | Kanada           | 1:52,5 min |
| 5     | Argemiro Roque      | Brasilien        | 1:54,1 min |
| 6     | Lucien De Muynck    | Belgien          | 1:57,4 min |
| 7     | Boonpak Kwancharoen | Thailand         | 2:12,6 min |
| DNS   | John Landy          | Australien       |            |

### Vorlauf 7
| Platz | Name            | Nation         | Zeit       |
| ----- | --------------- | -------------- | ---------- |
| 1     | Audun Boysen    | Norwegen       | 1:53,2 min |
| 2     | Urban Cleve     | BR Deutschland | 1:53,4 min |
| 3     | Frank Evans     | Großbritannien | 1:53,8 min |
| 4     | Ekrem Koçak     | Türkei         | 1:54,5 min |
| 5     | Filemón Camacho | Venezuela      | 2:00,0 min |
| 6     | Arie Gill-Glick | Israel         | 2:00,9 min |
| DNS   | Rainer Pelkonen | Finnland       |            |
| DNS   | Jimmy Reardon   | Irland         |            |

### Vorlauf 8
| Platz | Name               | Nation       | Zeit       |
| ----- | ------------------ | ------------ | ---------- |
| 1     | Patrick El Mabrouk | Frankreich   | 1:52,0 min |
| 2     | Gunnar Nielsen     | Dänemark     | 1:53,0 min |
| 3     | Bill Parnell       | Kanada       | 1:53,1 min |
| 4     | Yoshitaka Muroya   | Japan        | 1:54,0 min |
| 5     | Fred Lüthi         | Schweiz      | 1:55,0 min |
| 6     | Erkki Rönnholm     | Finnland     | 1:55,7 min |
| 7     | Guðmundur Lárusson | Island       | 1:56,5 min |
| DNS   | Vasilios Sillis    | Griechenland |            |

## Halbfinale
Datum: 21. Juli 1952, ab 16:40 Uhr

### Lauf 1

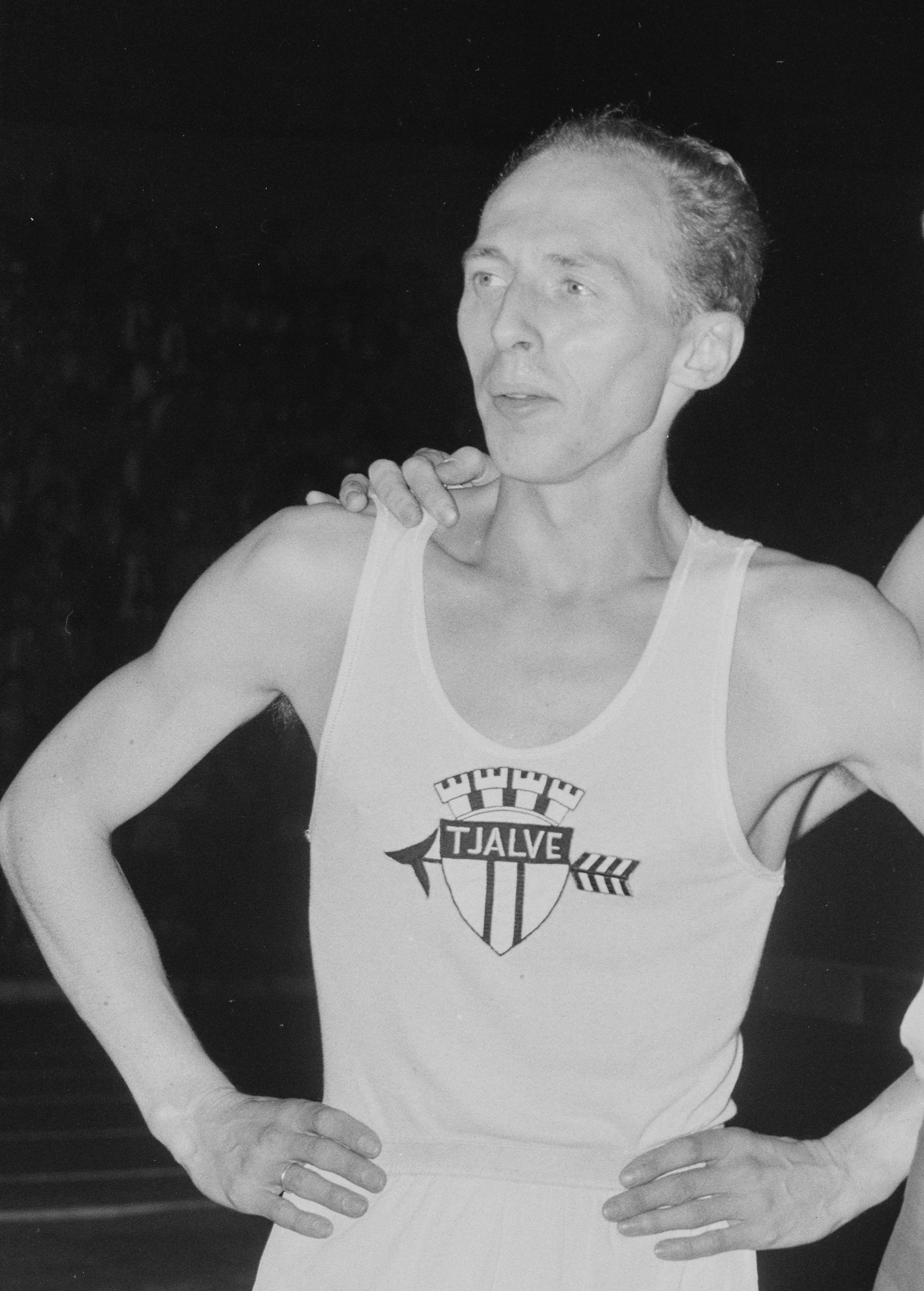
Audun Boysen – ausgeschieden als Vierter des ersten Halbfinals
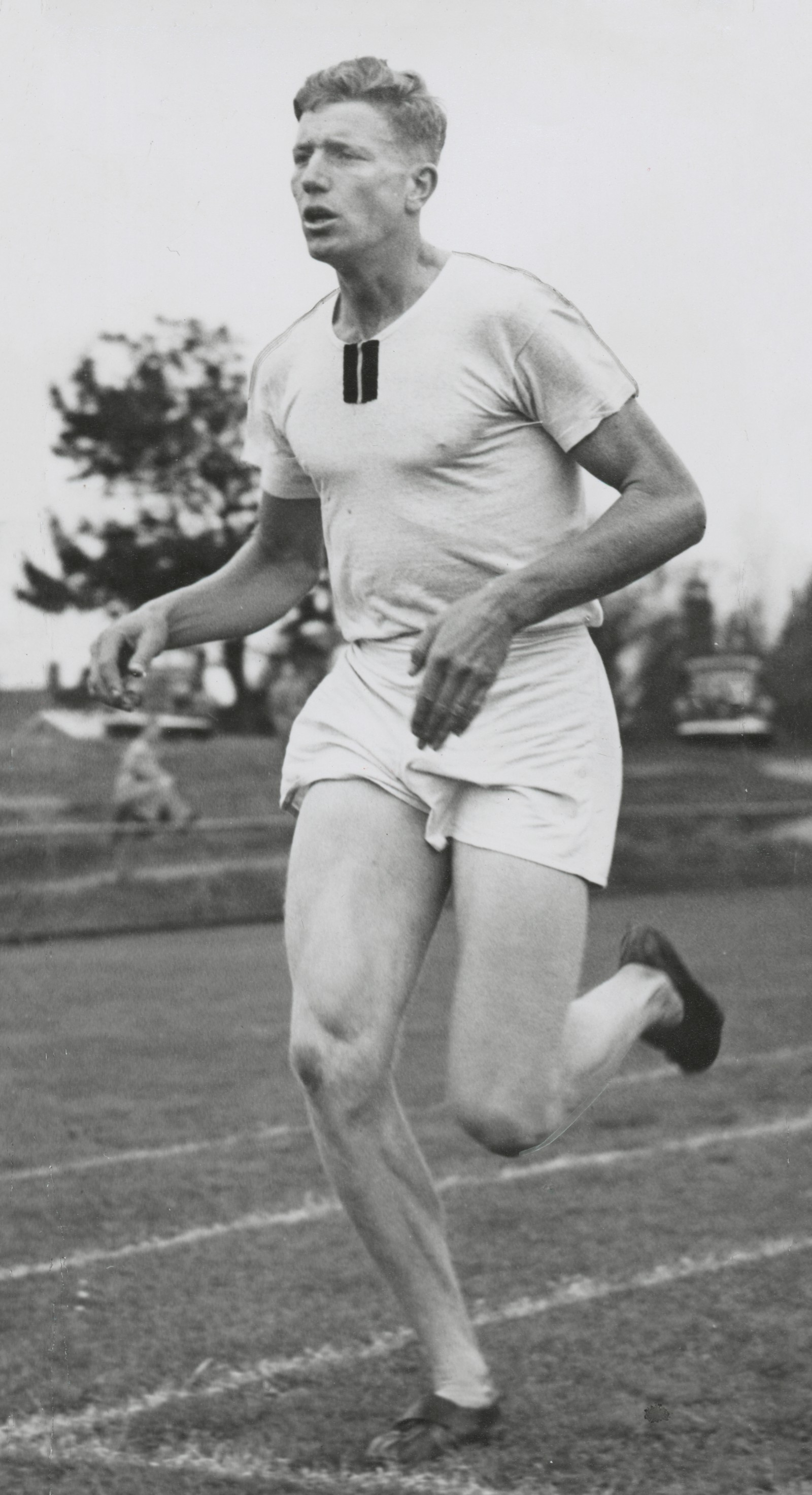
Don MacMillan – ausgeschieden als Achter des ersten Halbfinals

| Platz | Name           | Nation         | Offizielle Zeit handgestoppt | Inoffizielle Zeit elektronisch |
| ----- | -------------- | -------------- | ---------------------------- | ------------------------------ |
| 1     | Gunnar Nielsen | Dänemark       | 1:50,0 min                   | 1:50,02 min                    |
| 2     | Mal Whitfield  | USA            | 1:50,1 min                   | 1:50,15 min                    |
| 3     | Albert Webster | Großbritannien | 1:50,1 min                   | 1:50,26 min                    |
| 4     | Audun Boysen   | Norwegen       | 1:50,4 min                   | 1:50,57 min                    |
| 5     | Urban Cleve    | BR Deutschland | 1:51,6 min                   | 1:51,77 min                    |
| 6     | Bill Parnell   | Kanada         | 1:52,7 min                   | 1:52,92 min                    |
| 7     | Petro Schevhun | Sowjetunion    | 1:52,8 min                   | 1:53,25 min                    |
| 8     | Don MacMillan  | Australien     | 1:58,4 min                   | k. A.                          |

### Lauf 2
| Platz | Name               | Nation           | Offizielle Zeit handgestoppt | Inoffizielle Zeit elektronisch |
| ----- | ------------------ | ---------------- | ---------------------------- | ------------------------------ |
| 1     | Arthur Wint        | Jamaika          | 1:52,7 min                   | 1:52,88 min                    |
| 2     | Günther Steines    | BR Deutschland   | 1:52,9 min                   | 1:52,99 min                    |
| 3     | Hans Ring          | Schweden         | 1:53,0 min                   | 1:53,27 min                    |
| 4     | John Barnes        | USA              | 1:53,4 min                   | 1:53,54 min                    |
| 5     | Thomas White       | Großbritannien   | 1:53,6 min                   | 1:53,79 min                    |
| 6     | Ludvík Liška       | Tschechoslowakei | 1:54,8 min                   | 1:55,04 min                    |
| 7     | Gennadij Modoj     | Sowjetunion      | 1:55,7 min                   | 1:56,12 min                    |
| DNS   | Patrick El Mabrouk | Frankreich       |                              |                                |

### Lauf 3
| Platz | Name                 | Nation         | Offizielle Zeit handgestoppt | Inoffizielle Zeit elektronisch |
| ----- | -------------------- | -------------- | ---------------------------- | ------------------------------ |
| 1     | Heinz Ulzheimer      | BR Deutschland | 1:51,9 min                   | 1:52,07 min                    |
| 2     | Lars-Erik Wolfbrandt | Schweden       | 1:52,4 min                   | 1:52,59 min                    |
| 3     | Reginald Pearman     | USA            | 1:52,5 min                   | 1:52,70 min                    |
| 4     | Jack Hutchins        | Kanada         | 1:52,8 min                   | 1:52,81 min                    |
| 5     | Edmund Potrzebowski  | Polen          | 1:53,7 min                   | 1:54,03 min                    |
| 6     | Sohan Singh          | Indien         | 1:54,9 min                   | 1:54,84 min                    |
| 7     | Jenő Bakos           | Ungarn         | 1:55,5 min                   | 1:55,70 min                    |
| 8     | Frank Evans          | Großbritannien | 1:56,8 min                   | 1:56,99 min                    |

## Finale

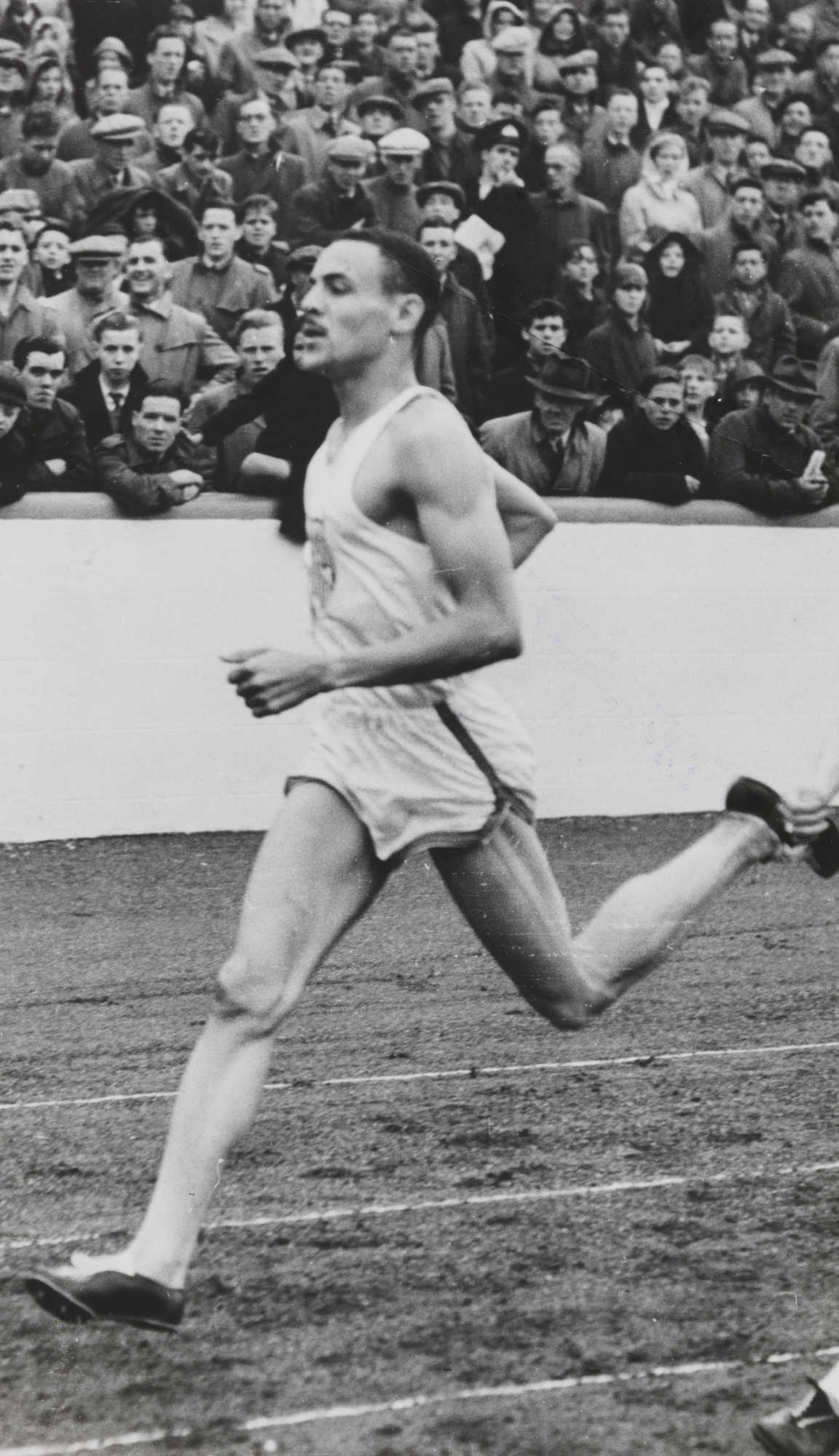
Mal Whitfield wiederholte seinen Olympiasieg von 1948

Datum: 22. Juli 1952, 16:50 Uhr
| Platz | Name                 | Nation         | Offizielle Zeit handgestoppt | Inoffizielle Zeit elektronisch |
| ----- | -------------------- | -------------- | ---------------------------- | ------------------------------ |
| 1     | Mal Whitfield        | USA            | 1:49,2 min ORe               | 1:49,34 min                    |
| 2     | Arthur Wint          | Jamaika        | 1:49,4 min                   | 1:49,63 min                    |
| 3     | Heinz Ulzheimer      | BR Deutschland | 1:49,7 min                   | 1:49,78 min                    |
| 4     | Gunnar Nielsen       | Dänemark       | 1:49,7 min                   | 1:49,87 min                    |
| 5     | Albert Webster       | Großbritannien | 1:50,2 min                   | 1:50,47 min                    |
| 6     | Günther Steines      | BR Deutschland | 1:50,6 min                   | 1:50,81 min                    |
| 7     | Reginald Pearman     | USA            | 1:52,1 min                   | 1:52,31 min                    |
| 8     | Lars-Erik Wolfbrandt | Schweden       | 1:52,1 min                   | 1:52,38 min                    |
| 9     | Hans Ring            | Schweden       | 1:54,0 min                   | 1:54,23 min                    |

Das Finale nahm einen äußerst spannenden Verlauf, vor allem im Hinblick auf den Kampf um die Bronzemedaille. Der US-Amerikaner Malvin Whitfield und Arthur Wint aus Jamaika, in dieser Reihenfolge bereits 1948 in London Gold- und Silbermedaillengewinner, waren die Favoriten auf den Sieg.
Anfangs machte Wint mit langen Schritten das Tempo, der Deutsche Vizemeister Heinz Ulzheimer orientierte sich dahinter. Die 400-Meter-Marke wurde in 54,0 Sekunden durchlaufen. Auf der Gegengeraden beschleunigte Whitfield und ging nach vorn. Doch es blieb eng. In der Zielkurve lautete die Reihenfolge Whitfield, Wint, Ulzheimer, dahinter Günther Steines, der Deutsche Meister, der nun etwas verkrampfte und zurückfiel.
Auf der Zielgeraden spurteten Whitfield und Wint um die Goldmedaille, wobei Whitfield die Oberhand behielt. Dahinter gab es ein Duell um Bronze zwischen Ulzheimer und dem Dänen Gunnar Nielsen. Handgestoppt kamen beide zeitgleich vier Zehntelsekunden hinter dem Olympiasieger ins Ziel. Ulzheimer hatte sich über die Ziellinie geworfen und am Schluss reichte es für ihn zu Bronze.
Malvin Whitfield stellte mit 1:49,2 Minuten seinen eigenen olympischen Rekord ein.

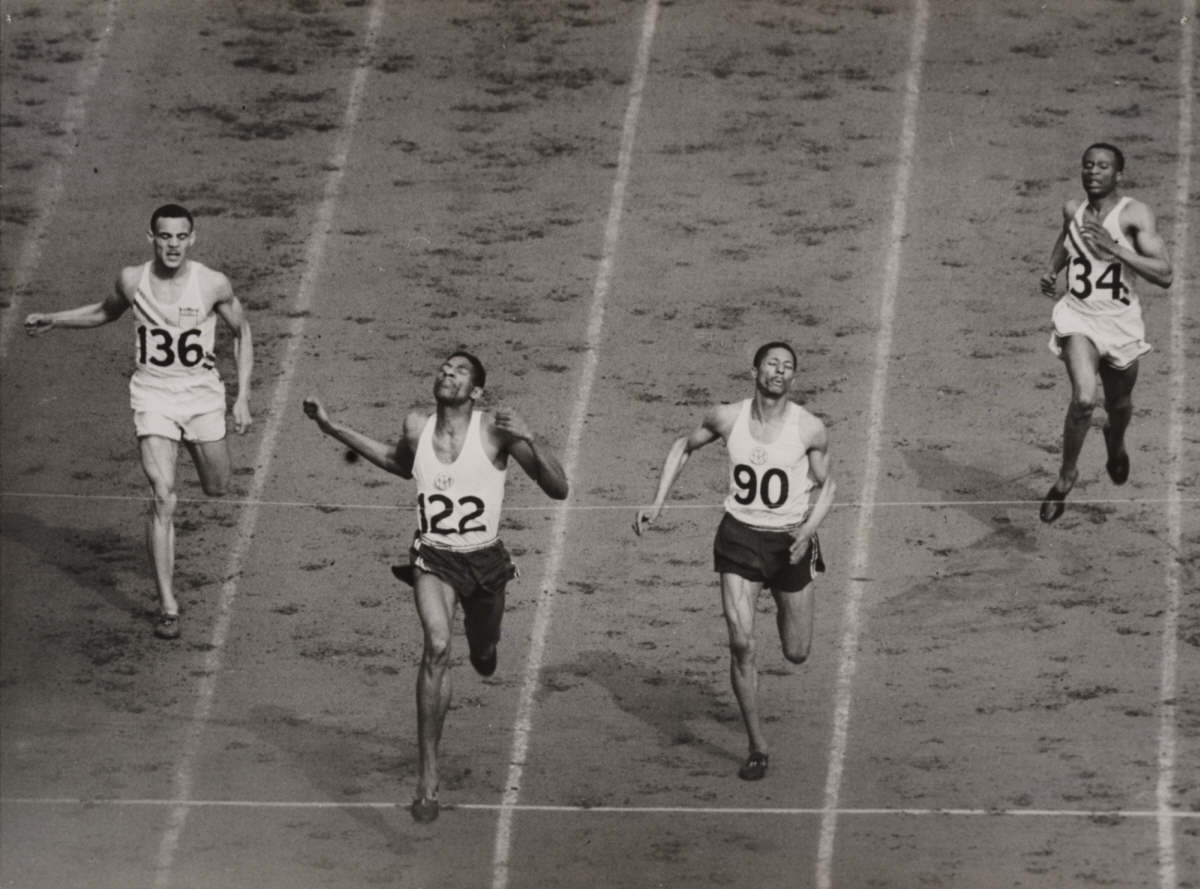
Arthur Wint (auf dem Foto bei seinem Olympiasieg 1948 über 400 Meter mit der Nr. 122) errang wie vier Jahre zuvor in London Silber
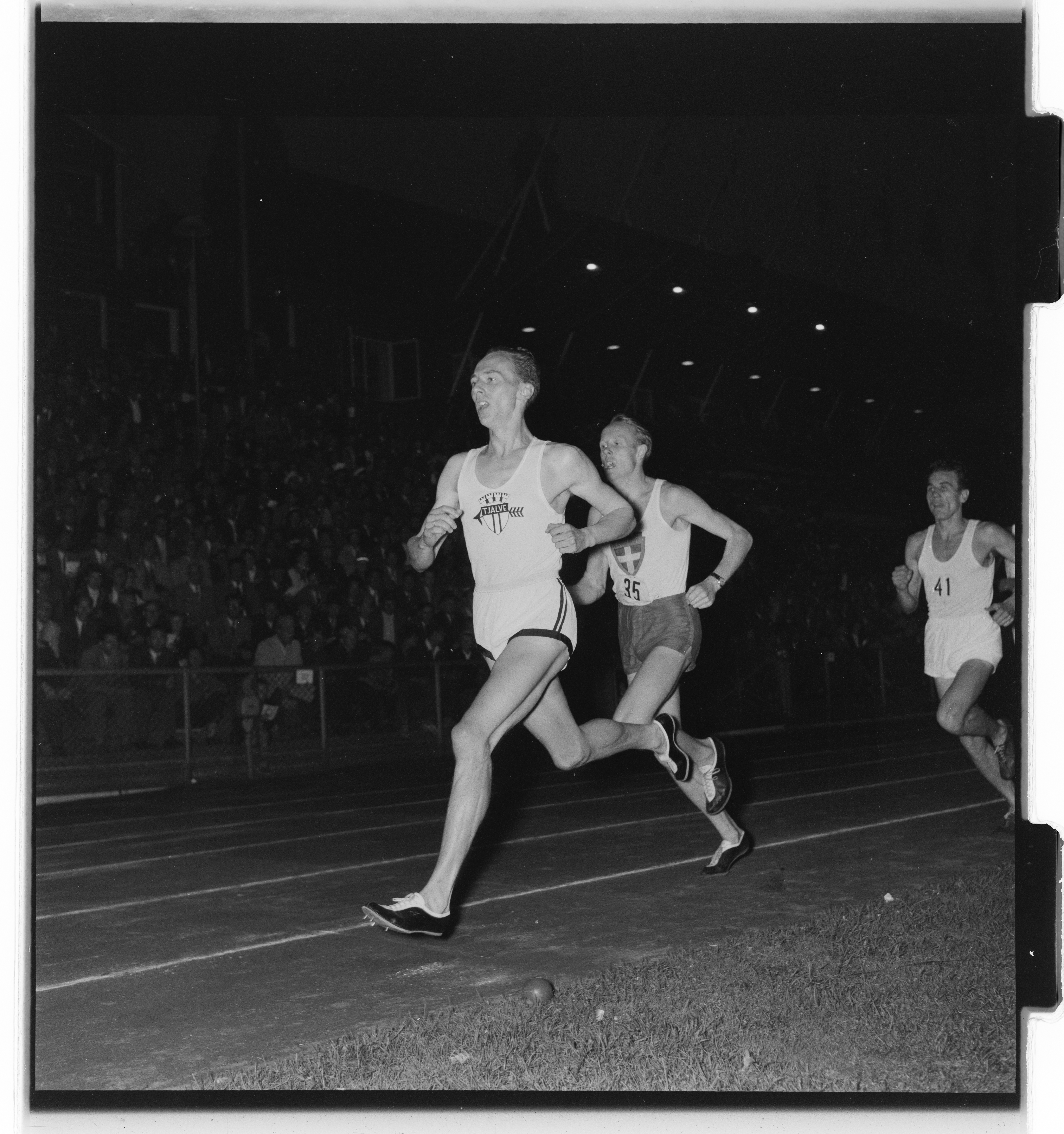
Rang vier für Gunnar Nielsen (hier an zweiter Stelle während eines Rennens in Oslo)

## Videolinks
- 1952 Summer Olympic Games in Helsinki, Finland - CharlieDeanArchives / Archival Footage, Bereich: 6:32 min bis 7:38 min, youtube.com, abgerufen am 31. Juli 2021
- Olympics - 1948 London & 1952 Helsinki - 800m - USA Mal Whitfield & JAM Arthur Wint imasportsphile, youtube.com, abgerufen am 31. Juli 2021